# قمة حوار التعاون الآسيوي 2024
قمة حوار التعاون الآسيوي 2024 هي القمة الثالثة لحوار التعاون الآسيوي عقدت القمة بمدينة الدوحة عاصمة دولة قطر في يوم الخميس 3 أكتوبر 2024 تحت رعاية الشيخ تميم بن حمد آل ثاني أمير دولة قطر.  

## المشاركون
قطر - الشيخ تميم بن حمد آل ثاني أمير دولة قطر
 فلسطين - الرئيس محمود عباس رئيس دولة فلسطين
 إيران - الرئيس مسعود بزشكيان رئيس الجمهورية الإسلامية الإيرانية
 الكويت - الشيخ صباح خالد الحمد الصباح ولي العهد
 الإمارات العربية المتحدة - الشيخ منصور بن زايد اّل نهيان نائب رئيس الدولة نائب رئيس مجلس الوزراء رئيس ديوان الرئاسة
 طاجيكستان - الرئيس إمام علي رحمن رئيس جمهورية طاجيكستان
 تايلاند - باتونجتارن شيناواترا رئيسة مجلس الوزراء
 كمبوديا - هانغ تشون نارون نائب رئيس مجلس الوزراء وزير التعليم والشباب والرياضة
 السعودية - الأمير فيصل بن فرحان آل سعود وزير الخارجية
 البحرين - الدكتور عبداللطيف راشد الزياني وزير الخارجية
 عُمان - سعيد بن محمد الصقري وزير الاقتصاد
 أوزبكستان - بختيار سعيدوف وزير الخارجية
 باكستان - إحسان أفضل منسق رئيس الوزراء
 الهند - كيتري فاردان سينغ وزير الدولة للشؤون الخارجية
 كازاخستان - خيرات توريبايوف نائب وزير التجارة والتكامل
 ميانمار - مين مين نائب وزير التجارة
{فيتنام}} - نغوين مينه هانغ نائبة وزير الخارجية
 كوريا الجنوبية - هونغ سوك إن نائب وزير الخارجية لشؤون الدبلوماسية العامة
 أفغانستان -
 بنغلاديش -
 بوتان -
 بروناي
 الصين
 إندونيسيا
 اليابان
 قرغيزستان
 لاوس
 ماليزيا
 منغوليا
 نيبال
 الفلبين
 روسيا
 سنغافورة
 سريلانكا
 تركيا